# Gare de Saint-Benoît
La gare de Saint-Benoît est une ancienne gare ferroviaire française, située à la bifurcation de la ligne de Paris-Austerlitz à Bordeaux-Saint-Jean et de la ligne de Saint-Benoît à La Rochelle-Ville, sur le territoire de la commune de Saint-Benoît, dans le département de la Vienne, en région Nouvelle-Aquitaine.
La station est mise en service en 1853 par la Compagnie du chemin de fer de Paris à Orléans (PO).

## Situation ferroviaire
Établie à 85 mètres d'altitude, la gare de Saint-Benoît est située au point kilométrique (PK) 340,899 de la ligne de Paris-Austerlitz à Bordeaux-Saint-Jean, entre les gares de Poitiers et de Ligugé.
Elle est également l'origine : au PK 000,00 de la ligne de Saint-Benoît à La Rochelle-Ville, avant la gare ouverte de Lusignan, s'intercale les gares fermées de Virolet-Courtelle et Coulombiers ; et au PK 340,899 de la ligne de Saint-Benoît au Blanc, avant la gare de Mignaloux - Nouaillé.
Elle était en outre en correspondance avec la ligne de Poitiers à Saint-Martin-d'Ars des Tramways de la Vienne (aujourd'hui fermée).

## Histoire
La station de Saint-Benoît est mise en service le 18 juillet 1853 par la Compagnie du chemin de fer de Paris à Orléans (PO), lorsqu'elle ouvre à l'exploitation la section de Poitiers à Angoulême de sa ligne de Tours à Bordeaux. C'est la première station intermédiaire après la gare de Poitiers.